# Quadrille nach Motiven aus der Oper "Die Königin von Leon"
Quadrille nach Motiven aus der Oper "Die Königin von Leon", op. 40, är en kadrilj av Johann Strauss den yngre. Den spelades första gången den 18 juli 1847 på Dommayers Casino i Wien.

## Bakgrund

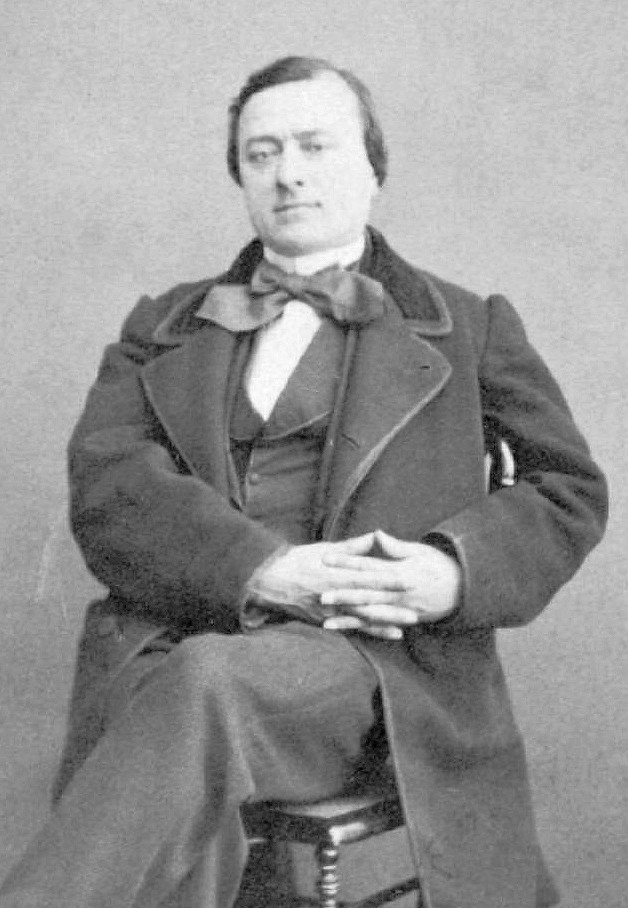
Xavier Boisselot

Tillsammans med wienervalsen och polkans många varianter, så var kadriljen en av de mest populära danserna i 1800-talets balsalar. Förutom den stora glädje som kadriljen skänkte alla danspar så är formens musikaliska innehåll av avsevärt historiskt intresse då de oftast erinrar om sedan länge bortglömda scenverk.
Ett sådant exempel är Johann Strauss den yngres kadrilj över teman från en komisk opera i tre akter: Die Königin von Leon (Drottningen av Leon), komponerad av den franske tonsättaren Xavier Boisselot (1811-93) till text av Eugène Scribe och Gustave Vaëz. Operan hade premiär på Opéra-Comique i Paris den 16 januari 1847 med titeln Ne touchez pas à la reine (Rör inte drottningen). I Wien sattes en tysk version av operan upp (med titeln Die Königin von Leon) på Theater an der Wien sex månader senare, den 15 juli 1847, men det blev ingen succé och försvann från repertoaren efter tio föreställningar. Kritikerna dömde ut Boisselots musik som "nästan utan en enda originell tematisk idé, ehuru av och till pikant instrumenterad", och hörde lån från Auber, Halévy, Balfe, Donizetti och Meyerbeer.

## Historia
Den 21-årige Johann Strauss den yngre hade emellertid sina skäl att tro att Die Königin von Leon skulle bli en succé. Den 16 juli 1847, endast en dag efter att Boisselots opera gått upp i Wien, skrev Wiener Allgemeine Theaterzeitung: 
"Kapellmästare Johann Strauss den yngre är en riktig kadriljernas Döbler! När som helst, ytterligare en bukett från Strauss. Knappt har 'Königin von Leon' haft premiär på Theater an der Wien, så har Herr Strauss d.y. redan komponerat en ny, riktig pikant kadrilj över teman från operan, vilken möttes av generösa applåder. 'Königin von Leon' på Theater an der Wien, 'Königin von Leon' på Dommayers!".
Varken Wiener Allgemeine Theaterzeitung eller någon annan av Wiens tidningar kunde datera när Johann Strauss framförde sin nya kadrilj för första gången. Men ordalydelsen i Theaterzeitungs recension antyder att Strauss spelade verket samma dag (dvs 15 juli 1847) som Boisselots opera hade premiär på Theater an der Wien. Antagligen var Strauss redan bekant med klaverutdraget av Ne touchez pas à la reine före premiären i Wien, och det kan förklara med vilken snabbhet han kunde omarbeta operans teman till en kadrilj. Strauss kadrilj gjorde inte mycket större succé än operan den var baserad på. Ett gyllene tillfälle som kunde ha genererat allmänhetens intresse var också dömt att misslyckas: den 30 juli 1847 presenterade Theater in der Josefstadt Karl Haffners "romantisk-komiska saga med sång och danser": Der verkaufte Schlaf efter Moritz Gottlieb Saphirs poem med samma namn och musik av Michael Hebenstreit. Det togs beslut att använda Strauss kadrilj till ett balettmellanspel och trots att Haffnes stycke fick bra kritik var det blandade uppfattningar om musiken. Tidningen Der Wanderer (2.08.1847) skrev att de inblandade dansade till Strauss kadrilj "vilken mottogs av stora applåder och fick tas om på allmän begäran". Nästa dag skrev tidningen emellertid att "Vi var inte så roade av kadriljen i akt 2, trots musiken av Strauss d.y. över teman från 'Die Königin von Leon"'. Recensenten i Die Gegenwart (4.08.1847) var mer rättfram: "Den nya kadriljen av Herr Strauss d.y. … är ett mycket trist, sömnigt musikstycke. Inte heller på balettpersonalen verkade musiken ha någon positiv effekt; de dansade i takt först i slutet av stycket". Dylika recensioner hindrade dock inte ledningen för Theater in der Josefstadt från att sätta upp en egen uppsättning av Boisselots opera den 28 oktober samma år. 
Ingen av Boisselots senare operor, Mosquita la sorcière (1851) eller L'Ange déchu (1869) sattes upp i Wien, inte gjorde Johann Strauss eller hans bröder några arrangemang av musiken. Strauss förläggare, H.F. Müller, publicerade klaverutdraget till Königin von Leon-Quadrille den 7 oktober 1847. Trots att orkesterpartitur med orden "korrekta kopior" senare såldes verkar ingen ha återfunnits och originalmanuskriptet är sedan länge försvunnet. Nuvarande orkesternoter bygger på arrangemang gjorda från klaverutdraget och Boisselots musik. 

## Om kadriljen
Speltiden är ca 6 minuter och 26 sekunder plus minus några sekunder beroende på dirigentens musikaliska tolkning.

## Weblänkar
- Dynastin Strauss 1847 med kommentarer om Quadrille nach Motiven aus der Oper "Die Königin von Leon".
- Quadrille nach Motiven aus der Oper "Die Königin von Leon" i Naxos-utgåvan.

## Anmärkning
1. ↑  Ludwig Döbler (1801-1864) var en österrikisk magiker som roade sin publik med "optiska illusioner" där han trollade fram blomsterbuketter ur sin hatt och fickor.